# 2018–2019-es EHF-bajnokok ligája
A 2018–2019-es EHF Bajnokok Ligája az európai kézilabda-klubcsapatok legrangosabb tornájának 59. kiírása volt, ezen a néven pedig a 26. A bajnokság címvédője a Montpellier Handball volt. Magyarországról két csapat vett részt a küzdelmekben, a bajnoki címvédő Pick Szeged és a bajnoki ezüstérmes Telekom Veszprém KC. Mindkét magyar csapat automatikusan a főtáblán kezdett.
A torna lebonyolítása megegyezett az előző évivel. A győztes az RK Vardar Szkopje lett, miután 27–24-re legyőzte a Telekom Veszprém csapatát a döntőben. Ez volt az északmacedón csapat második Bajnokok Ligája-győzelme.

## Lebonyolítás
34 csapat jelezte indulási szándékát a bajnokságban. Az EHF úgy döntött, hogy ebben a szezonban nem rendeznek kvalifikációs tornákat, a 28 indulót több különféle szempont szerint választották ki.
A csoportkörbe jutott 28 csapatot négy csoportba sorolták. Az A és B csoportba nyolc-nyolc csapat került, a C és D csoportba pedig hat-hat csapat. Az A és B csoportba sorolták az erősebb csapatokat, a C és D-be pedig a gyengébbeket. Az A és B csoportból a csoportgyőztes egyből a negyeddöntőbe jutottak, a 2-6. helyezettek pedig a nyolcaddöntőbe. A C és D csoport 12 csapatából összesen kettő juthatott a nyolcaddöntőbe úgy, hogy a C csoport első két helyezettje a D csoport első két helyezettjével egy oda-vissza vágóban döntötték el ennek sorsát.
A negyeddöntőből továbbjutó csapatok jutottak a 2019. június 1-2-án megrendezendő kölni Final Fourba, ahol eldőlt a bajnoki cím sorsa.

## Csapatok
Ebben a Bajnokok ligája szezonban a következő csapatok indulnak.
| A és B csoport        | A és B csoport      | A és B csoport      | A és B csoport        |
| --------------------- | ------------------- | ------------------- | --------------------- |
| Meskov Breszt         | Zagreb              | Skjern Håndbold     | HBC Nantes            |
| Paris Saint-Germain   | Montpellier         | Flensburg-Handewitt | Rhein-Neckar Löwen    |
| Pick Szeged           | Telekom Veszprém KC | Vardar Szkopje      | Vive Targi Kielce     |
| RK Celje              | Barcelona           | IFK Kristianstad    | Motor Zaporizzsja     |
| C és D csoport        |                     |                     |                       |
| Bjerringbro-Silkeborg | Riihimäen Cocks     | Metalurg Szkopje    | Elverum Håndball      |
| Wisła Płock           | Sporting CP         | Dinamo București    | Csehovszkije Medvegyi |
| Ademar León           | Wacker Thun         | Beşiktaş            | Tatran Prešov         |

## Csoportkör

### A csoport
| #  | Csapat              | M  | Gy | D | V  | G+  | G–  | Gk  | P  |
| -- | ------------------- | -- | -- | - | -- | --- | --- | --- | -- |
| 1. | FC Barcelona        | 14 | 12 | 0 | 2  | 486 | 391 | +95 | 24 |
| 2. | Telekom Veszprém KC | 14 | 10 | 0 | 4  | 410 | 382 | +28 | 20 |
| 3. | Vardar Szkopje      | 14 | 9  | 1 | 4  | 406 | 390 | +16 | 19 |
| 4. | Vive Tauron Kielce  | 14 | 7  | 0 | 7  | 439 | 430 | +9  | 14 |
| 5. | Rhein-Neckar Löwen  | 14 | 7  | 0 | 7  | 418 | 410 | +8  | 14 |
| 6. | Meskov Breszt       | 14 | 4  | 1 | 9  | 379 | 419 | –40 | 9  |
| 7. | Montpellier         | 14 | 3  | 1 | 10 | 377 | 414 | –37 | 7  |
| 8. | IFK Kristianstad    | 14 | 2  | 1 | 11 | 396 | 475 | –79 | 5  |

| BAR   | VES   | VAR   | KIE   | LÖW   | BRE   | MON   | KRI   |
| ----- | ----- | ----- | ----- | ----- | ----- | ----- | ----- |
|       | 31–28 | 34–26 | 31–27 | 30–25 | 41–32 | 35–27 | 43–26 |
| 29–26 |       | 25–27 | 29–27 | 28–29 | 28–20 | 25–19 | 36–27 |
| 26–30 | 27–29 |       | 28–27 | 29–27 | 30–23 | 33–27 | 33–25 |
| 36–42 | 35–36 | 31–27 |       | 35–32 | 34–31 | 27–28 | 33–31 |
| 35–34 | 25–29 | 27–30 | 30–29 |       | 33–27 | 37–27 | 36–27 |
| 21–29 | 28–29 | 31–31 | 26–35 | 27–24 |       | 26–23 | 32–23 |
| 28–36 | 29–30 | 24–27 | 26–29 | 31–26 | 29–23 |       | 30–31 |
| 25–44 | 32–29 | 30–32 | 33–34 | 27–32 | 30–32 | 29–29 |       |

### B csoport
| #  | Csapat              | M  | Gy | D | V  | G+  | G–  | Gk  | P  |
| -- | ------------------- | -- | -- | - | -- | --- | --- | --- | -- |
| 1. | Paris Saint-Germain | 14 | 13 | 0 | 1  | 455 | 385 | +70 | 26 |
| 2. | Pick Szeged         | 14 | 9  | 2 | 3  | 411 | 397 | +14 | 20 |
| 3. | Flensburg-Handewitt | 14 | 7  | 1 | 6  | 378 | 370 | +8  | 15 |
| 4. | HBC Nantes          | 14 | 5  | 4 | 5  | 421 | 408 | +13 | 14 |
| 5. | Motor Zaporizzsja   | 14 | 5  | 1 | 8  | 413 | 412 | +1  | 11 |
| 6. | RK Zagreb           | 14 | 4  | 3 | 7  | 359 | 388 | –29 | 11 |
| 7. | Skjern Håndbold     | 14 | 3  | 2 | 9  | 398 | 439 | –41 | 8  |
| 8. | RK Celje            | 14 | 3  | 1 | 10 | 380 | 416 | –36 | 7  |

| PSG   | SZE   | FLE   | NAN   | ZAP   | ZAG   | SKJ   | CEL   |
| ----- | ----- | ----- | ----- | ----- | ----- | ----- | ----- |
|       | 33–31 | 29–28 | 35–34 | 31–25 | 33–28 | 38–28 | 33–21 |
| 33–32 |       | 30–28 | 30–28 | 30–29 | 26–26 | 33–33 | 33–24 |
| 20–27 | 27–25 |       | 29–29 | 31–24 | 29–31 | 26–22 | 27–26 |
| 31–35 | 29–26 | 31–34 |       | 23–27 | 23–20 | 35–27 | 38–27 |
| 29–35 | 31–32 | 28–26 | 30–30 |       | 35–27 | 33–23 | 36–27 |
| 21–32 | 23–24 | 21–22 | 27–27 | 27–25 |       | 32–29 | 24–22 |
| 24–26 | 26–29 | 24–31 | 32–34 | 37–33 | 31–31 |       | 35–32 |
| 32–36 | 28–29 | 23–20 | 29–29 | 33–28 | 30–21 | 26–27 |       |

### C csoport
| #  | Csapat                | M  | Gy | D | V | G+  | G–  | Gk  | P  |
| -- | --------------------- | -- | -- | - | - | --- | --- | --- | -- |
| 1. | Bjerringbro-Silkeborg | 10 | 8  | 0 | 2 | 323 | 273 | +50 | 16 |
| 2. | Sporting              | 10 | 7  | 0 | 3 | 304 | 277 | +27 | 14 |
| 3. | Tatran Prešov         | 10 | 7  | 0 | 3 | 278 | 268 | +10 | 14 |
| 4. | Csehovszkije Medvegyi | 10 | 4  | 0 | 6 | 280 | 279 | +1  | 8  |
| 5. | Beşiktaş              | 10 | 3  | 0 | 7 | 255 | 289 | –34 | 6  |
| 6. | Metalurg Szkopje      | 10 | 1  | 0 | 9 | 246 | 300 | –54 | 2  |

| BJS   | SPO   | PRE   | MED   | BES   | MET   |
| ----- | ----- | ----- | ----- | ----- | ----- |
|       | 29–28 | 29–30 | 39–28 | 34–27 | 33–25 |
| 32–35 |       | 26–28 | 33–31 | 34–28 | 34–26 |
| 26–24 | 27–30 |       | 27–28 | 27–23 | 30–24 |
| 24–30 | 22–23 | 38–26 |       | 22–24 | 33–25 |
| 24–37 | 27–33 | 22–28 | 27–30 |       | 23–22 |
| 29–33 | 24–31 | 24–29 | 25–24 | 22–30 |       |

### D csoport
| #  | Csapat           | M  | Gy | D | V | G+  | G–  | Gk  | P  |
| -- | ---------------- | -- | -- | - | - | --- | --- | --- | -- |
| 1. | Dinamo București | 10 | 7  | 0 | 3 | 293 | 280 | +13 | 14 |
| 2. | Wisła Płock      | 10 | 7  | 0 | 3 | 278 | 250 | +28 | 14 |
| 3. | Elverum Håndball | 10 | 6  | 1 | 3 | 278 | 272 | +6  | 13 |
| 4. | Ademar León      | 10 | 5  | 2 | 3 | 252 | 251 | +1  | 12 |
| 5. | Riihimäki Cocks  | 10 | 2  | 2 | 6 | 246 | 269 | –23 | 6  |
| 6. | Wacker Thun      | 10 | 0  | 1 | 9 | 268 | 293 | –25 | 1  |

| BUK   | PLO   | ELV   | ADE   | RII   | THU   |
| ----- | ----- | ----- | ----- | ----- | ----- |
|       | 24–21 | 26–24 | 35–30 | 24–22 | 35–34 |
| 29–28 |       | 30–28 | 25–23 | 34–18 | 34–24 |
| 29–28 | 28–30 |       | 30–25 | 28–27 | 29–28 |
| 31–28 | 27–24 | 24–24 |       | 23–20 | 24–21 |
| 31–32 | 27–26 | 25–28 | 19–19 |       | 31–29 |
| 29–33 | 23–25 | 29–30 | 25–26 | 26–26 |       |

### Rájátszás
A C és D csoport első két helyezettje egy-egy oda-vissza vágós rájátszásban harcolhatja ki a legjobb 12 közé jutást.
| 1. csapat   | Össz. | 2. csapat             | 1. mérk. | 2. mérk. |
| ----------- | ----- | --------------------- | -------- | -------- |
| Sporting    | 59–57 | Dinamo București      | 32–31    | 26–27    |
| Wisła Płock | 49–46 | Bjerringbro-Silkeborg | 22–26    | 27–20    |

## Egyenes kieséses szakasz
Az egyenes kieséses szakaszba 12 csapat jut. Az A és B csoport győztesei automatikusan a negyeddöntőbe kerülnek, a 2-6. helyezettek a nyolcaddöntőbe. Hozzájuk csatlakozik a C és D csoport rájátszásának két győztese.

### Nyolcaddöntők
| 1. csapat          | Össz. | 2. csapat           | 1. mérk. | 2. mérk. |
| ------------------ | ----- | ------------------- | -------- | -------- |
| Sporting           | 57-65 | Telekom Veszprém KC | 28–30    | 29–35    |
| Wisła Płock        | 36-45 | Pick Szeged         | 20–22    | 16–23    |
| RK Zagreb          | 48-59 | Vardar Szkopje      | 18–27    | 30–32    |
| Meskov Breszt      | 48-60 | Flensburg-Handewitt | 28–30    | 20–30    |
| Motor Zaporizzsja  | 62-67 | Vive Targi Kielce   | 33–33    | 29–34    |
| Rhein-Neckar Löwen | 61-62 | HBC Nantes          | 34–32    | 27–30    |

### Negyeddöntők
| 1. csapat           | Össz. | 2. csapat           | 1. mérk. | 2. mérk. |
| ------------------- | ----- | ------------------- | -------- | -------- |
| HBC Nantes          | 51–61 | FC Barcelona        | 25–32    | 26–29    |
| Vive Targi Kielce   | 60–59 | Paris Saint-Germain | 34–24    | 26–35    |
| Flensburg Handewitt | 47–57 | Telekom Veszprém KC | 22–28    | 25–29    |
| Vardar Szkopje      | 56–52 | Pick Szeged         | 31–23    | 25–29    |

### Final Four
A Final Fourt ezúttal is Kölnben rendezték, a Lanxess Arenában.
|  |                     |                     |                     |                     |    |                |                |       |
|  | Elődöntők           | Elődöntők           | Elődöntők           |                     |    | Döntő          | Döntő          | Döntő |
|  | Elődöntők           | Elődöntők           | Elődöntők           |                     |    | Döntő          | Döntő          | Döntő |
|  | június 1.           |                     |                     |                     |    |                |                |       |
|  |                     |                     |                     |                     |    |                |                |       |
|  | Vardar Szkopje      | Vardar Szkopje      | 29                  |                     |    |                |                |       |
|  | Vardar Szkopje      | Vardar Szkopje      | 29                  | június 2.           |    |                |                |       |
|  | FC Barcelona        | FC Barcelona        | 27                  |                     |    |                |                |       |
|  | FC Barcelona        | FC Barcelona        | 27                  |                     |    | Vardar Szkopje | Vardar Szkopje | 27    |
|  | június 1.           |                     |                     |                     |    | Vardar Szkopje | Vardar Szkopje | 27    |
|  |                     |                     | Telekom Veszprém KC | Telekom Veszprém KC | 24 |                |                |       |
|  | Telekom Veszprém KC | Telekom Veszprém KC | Telekom Veszprém KC | Telekom Veszprém KC | 24 | 33             |                |       |
|  | Telekom Veszprém KC | Telekom Veszprém KC |                     |                     |    |                |                |       |
|  | Vive Targi Kielce   | Vive Targi Kielce   | 30                  |                     |    |                |                |       |
|  | Vive Targi Kielce   | Vive Targi Kielce   | 30                  | Bronzmérkőzés       |    |                |                |       |
|  |                     |                     |                     |                     |    |                |                |       |
|  | június 2.           |                     |                     |                     |    |                |                |       |
|  |                     |                     |                     |                     |    |                |                |       |
|  | FC Barcelona        | FC Barcelona        | 40                  |                     |    |                |                |       |
|  | FC Barcelona        | FC Barcelona        | 40                  |                     |    |                |                |       |
|  | Vive Targi Kielce   | Vive Targi Kielce   | 35                  |                     |    |                |                |       |
|  | Vive Targi Kielce   | Vive Targi Kielce   | 35                  |                     |    |                |                |       |

## Statisztikák

### Góllövőlista
| # | Játékos             | Csapat              | Gól |
| - | ------------------- | ------------------- | --- |
| 1 | Alex Dujsebajev     | Vive Tauron Kielce  | 99  |
| 2 | Dainis Krištopāns   | Vardar Szkopje      | 94  |
| 3 | Andy Schmid         | Rhein-Neckar Löwen  | 91  |
| 4 | Barisz Puhovszki    | Motor Zaporizzsja   | 87  |
| 4 | Melvyn Richardson   | Montpellier         | 87  |
| 6 | Zlatko Horvat       | RK Zagreb           | 85  |
| 7 | Valero Rivera Folch | HBC Nantes          | 81  |
| 8 | Nedim Remili        | Paris Saint-Germain | 80  |
| 9 | Uwe Gensheimer      | Paris Saint-Germain | 79  |
| 9 | Jannik Kohlbacher   | Rhein-Neckar Löwen  | 79  |

Utolsó frissítés: 2019. június 2, forrás:

### Díjak
A szezon All-Star csapatát 2019. május 31-én hirdették ki.
- Kapus:  Dejan Milosavljev
- Jobbszélső:  Ivan Čupić
- Jobbátlövő:  Dainis Krištopāns
- Irányító:  Kentin Mahé
- Balátlövő:  Mikkel Hansen
- Balszélső:  Tyimur Gyibirov
- Beálló:  Julen Aguinagalde

Egyéb díjak
- MVP a Final fourban:  Igor Karačić
- A legjobb védekező játékos:  Blaž Blagotinšek
- A legjobb fiatal játékos:  Ludovic Fabregas
- Edző:  Roberto García Parrondo